# 제사

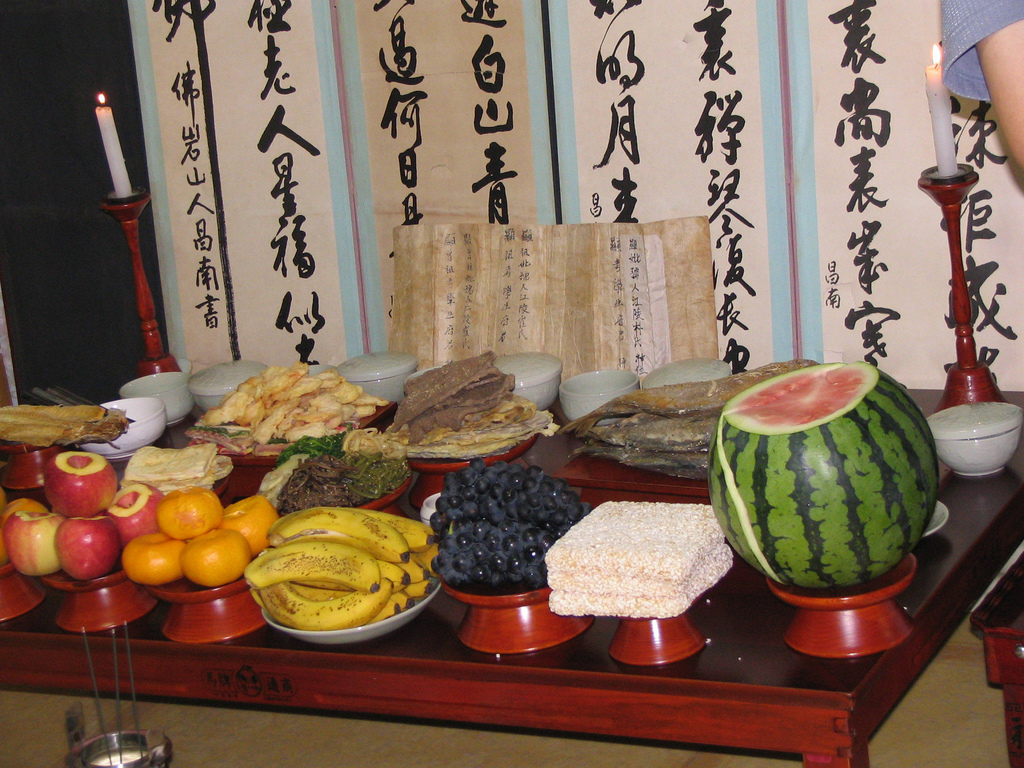
한국의 제사

제사(祭祀) 또는 제례(祭禮)는 천지신명을 비롯한 신령이나 죽은 이의 넋에게 제물(음식)을 바치어 정성을 표하는 행위이다. 그러나 동아시아의 한자 문화권에서는 설날이나 추석에 드리는 제사를 차례라고 부른다. 좁은 의미로 동아시아의 한자 문화권에서 천지신명에게 올리는 정성을 나타내며, 넓은 의미로 샤머니즘 및 조상숭배, 애니미즘 등과 관련하여 제물을 바치는 의식 전반을 가리키다가 유교가 생긴 이후로는 가족이 모이고 조상들을 기억하는 의례로 바뀌게 된다.

## 개요
원시시대에 인간은 자연의 변화에 외경심을 가지고 있었다. 그러다가 그러한 자연의 변화, 예를 들면 4계절의 순환 등에 순응하여야만 인간이 생존·번영할 수 있음을 깨닫게 된다. 또한 만물에는 신령이 깃들어 있다고 여겼다. 이러한 깨달음과 추측을 바탕으로 그러한 신령에게 인간의 안전과 복락을 기원하게 되었다.
이후 제사는 인류 문명이 발달함에 따라 일정한 격식을 갖추게 되었는데, 이를 유교에서는 제례라고 부르기도 한다.

## 한국의 제사
제사상은 주자가례와 사례편람에서 시작되어 이후 조선 성리학이 발달됨에 따라 다시 처지에 맞게 만들어진 증보사례편람등의 유생들의 의해 재정리되었다.

### 제사와 관련된고사성어
- 홍동백서 (紅東白西) - 붉은 과실은 동쪽에, 흰 과실은 서쪽에 놓는다.
- 어동육서 (魚東肉西) - 생선 반찬은 동쪽에, 고기 반찬은 서쪽에 놓는다.
- 조율이시 (棗栗梨枾) - 대추, 밤, 배, 감 순서대로 제사상에 놓는다.
- 두동미서 (頭東尾西) - 생선 머리는 동쪽에, 꼬리는 서쪽에 놓는다.
- 사자반생 (死者反生)
- 좌서우동 (左西右東) - 제사상의 왼편은 서쪽 방향을, 오른편은 동쪽 방향을 바라보게 한다.
- 남좌여우 (男左女右) - 남자는 왼쪽에, 여자는 오른쪽에서 절한다.

이는 조선시대 성리학에서 만들어진 법칙이며 주자가례나 사례편람에는 수록되어있지 않은 고사들이다.

### 제사와 관련된속담
- 남의 집 제사에 감 놔라 배 놔라 한다.
- 남의 집 제사에 절하기

### 차례
음력 매달 초하룻날과 보름날, 명절날, 조상 생일 등에 낮에 지내는 제사는 특별히 차례(茶禮)라고 부른다.

### 기타
그러나 맛칼럼니스트인 황교익은 지금의 제사상에는 정작 제철 음식이 없다고 비판한다. 지금의 제사상은 예전부터 전해 내려온 것이 아니라, 길어야 일제강점기, 짧으면 6·25전쟁 이후부터 전해 내려온 것이라는 것이다. 또한 천도교에서는 '향아설위'로 제사를 지내고, 일부 개신교 신자들과 무슬림들은 제사가 우상숭배라면서 이를 거부한다고 한다. 천주교에서는 신주 없이 제사를 지내지만, 위령기도로 대체하는 경우가 많다. 불교는 절에다 제사를 맡기는 경우가 늘고 있다. 이 경우는 돈만 내면 절에서 모든 제사를 대신해 준다고 하며, 주로 자주 다니는 절에다 맡긴다. 혹은 명절법회라고 해서 명절마다 절의 신도들이 한데 모여 합동 차례를 모시기도 한다.

## 힌두교의 제사
힌두교에서는 스랏다라고 불리는 제사 의식을 행하는데, 힌두력 기준으로 조상의 기일인 날이나 명절에 조상의 영혼을 불러내어 야즈나 의식으로 그들에게 제물을 공양하는 방식으로 진행된다. 스랏다 의식을 마친 후에 남은 음식들은 까마귀에게 주기도 한다.

## 제사가 들어간 문학 작품
- 흥부전 - 놀부는 제사를 지낼 때 제삿상에 음식 이름을 적은 종이를 올리고 지냈다.

## 같이 보기
- 삼년상
- 한국의 제사
- 스랏다